# Bouteloua pedicellata
Bouteloua pedicellata är en gräsart som beskrevs av Jason Richard Swallen. Bouteloua pedicellata ingår i släktet Bouteloua och familjen gräs. Inga underarter finns listade i Catalogue of Life.